# Grote Kerk (Beverwijk)
De Grote of Sint-Agathakerk van Beverwijk is een hallenkerk in laat gotische stijl en de oudste kerk van Beverwijk. Ondanks een reeks verbouwingen heeft de kerk zijn middeleeuws karakter grotendeels behouden. Het gebouw wordt gebruikt door de Protestantse Gemeente van Beverwijk.

## Geschiedenis

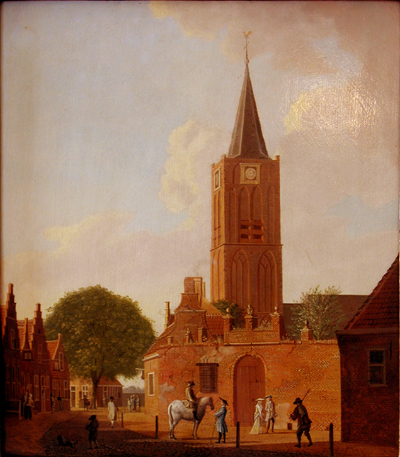
De Wijkertoren op een 18de-eeuws schilderij van Jan Ekels de Oude.

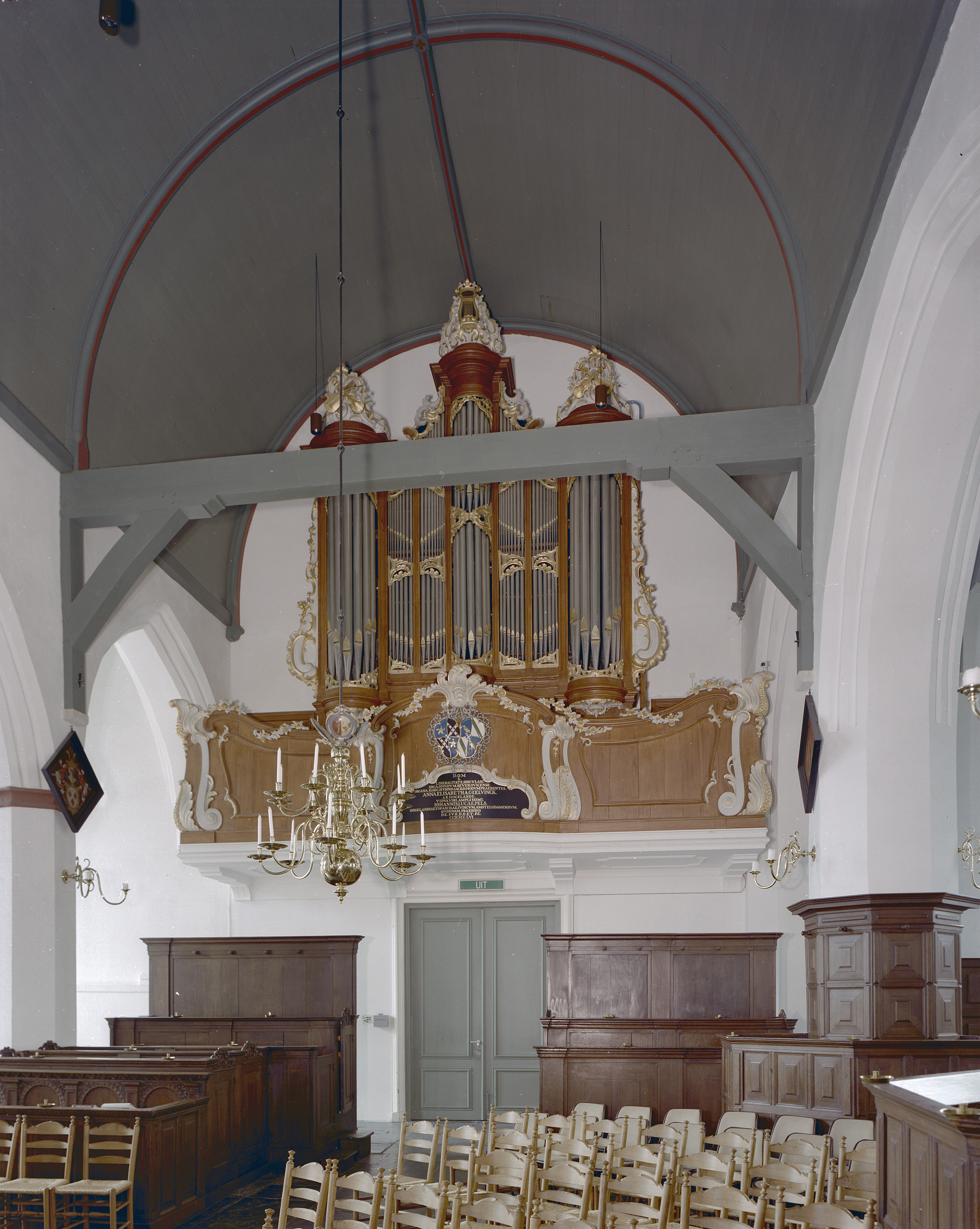
Het Müllerorgel uit 1756

### De vroege geschiedenis
Wanneer de eerste (houten) kerk of kapel, die waarschijnlijk op dezelfde plaats heeft gestaan als de huidige kerk, werd gebouwd is onbekend. Dit gebeurde in ieder geval na de vermeende verschijning van de heilige Agatha. De kerk was daarom aan St. Agatha gewijd. Beverwijk is rond die kerk ontstaan (met de naam Agathenkirica (Agathakerke), later ook wel De Wijk of Wijk-Binnen (in de kustdorpen).
Het dorp (en daarmee de kerk) werd in zowel 1203 en als in 1268 verwoest, na opstanden van de bevolking. Het dorp en de kerk werden tot tweemaal toe weer opgebouwd. Er stond toen nog steeds een houten kerk.  Op 11 november 1298 kreeg het dorp Beverwijk, zoals het inmiddels heette, van de jonge graaf Jan I van Holland stadsrechten. Daarna bouwde men een nieuw, groter stenen kerkgebouw. Over deze voorloper van het huidige gebouw is weinig bekend, maar in de tegenwoordige kerk zijn restanten van de oude muren en pilaren geïntegreerd.

### Reformatie, verwoesting en nieuwbouw
Vanaf 1575 werden er in de Grote Kerk, zoals hij vanaf dat moment werd genoemd, protestantse viering gehouden (een paar jaar daarvoor waren rooms-katholieke vieringen verboden en de pastoor was inmiddels naar Haarlem gevlucht). 
In 1576 werd de kerk, evenals de rest van Beverwijk, door Spaanse troepen verwoest. De herbouw vond tussen 1592 en 1648 plaats: dit werd de huidige driebeukige hallenkerk. Van de verwoeste kerk resteren delen van de muren en pilaren, en ook de uit 1475 daterende toren.

### Een nieuw orgel
In 1756 schonk vrouwe Anna Elisabeth Geelvinck, weduwe van Jan Lucas Pels, Heer van Hogelanden een kerkorgel aan de kerk. Dit orgel, gebouwd door Christian Müller, is nog steeds in gebruik. Er zijn nog maar weinig Müllerorgels in Nederland te vinden, onder meer in de Grote of Jacobijnerkerk in Leeuwarden en de Grote of Sint-Bavokerk in Haarlem.

### De verbouwing van 1924
In 1924 vond er een grote verbouwing plaats; het gebouw was al meer dan drie eeuwen oud. Het Rijksbureau voor Monumentenzorg adviseerde om te beginnen met de ramen (vooral die in de Zuidelijke zijmuur) en het dak. Ook werden de bomen voor de kerk gerooid, wat velen Beverwijkers jammer vonden.

## De toren
De Wijkertoren, zoals de toren genoemd wordt, is een overblijfsel van het voorlaatste kerkgebouw, dat verder vrijwel geheel verwoest werd. Hij was van verre al te zien, zodat ook de schippers op het Wijkermeer de klok konden gebruiken. Op de wijzerplaten stond de Latijnse tekst Fugit Hora (De tijd vliegt). Na een grote brand in 1912, waarbij het bovenste deel van de toren verwoest werd, werd de toren herbouwd, maar is de tekst Fugit Hora naar binnen verplaatst.
Ook vandaag de dag is de toren nog te zien vanuit de wijde omgeving. "s Nachts wordt de toren uitgelicht met behulp van schijnwerpers op de grond.

## Grafkapellen

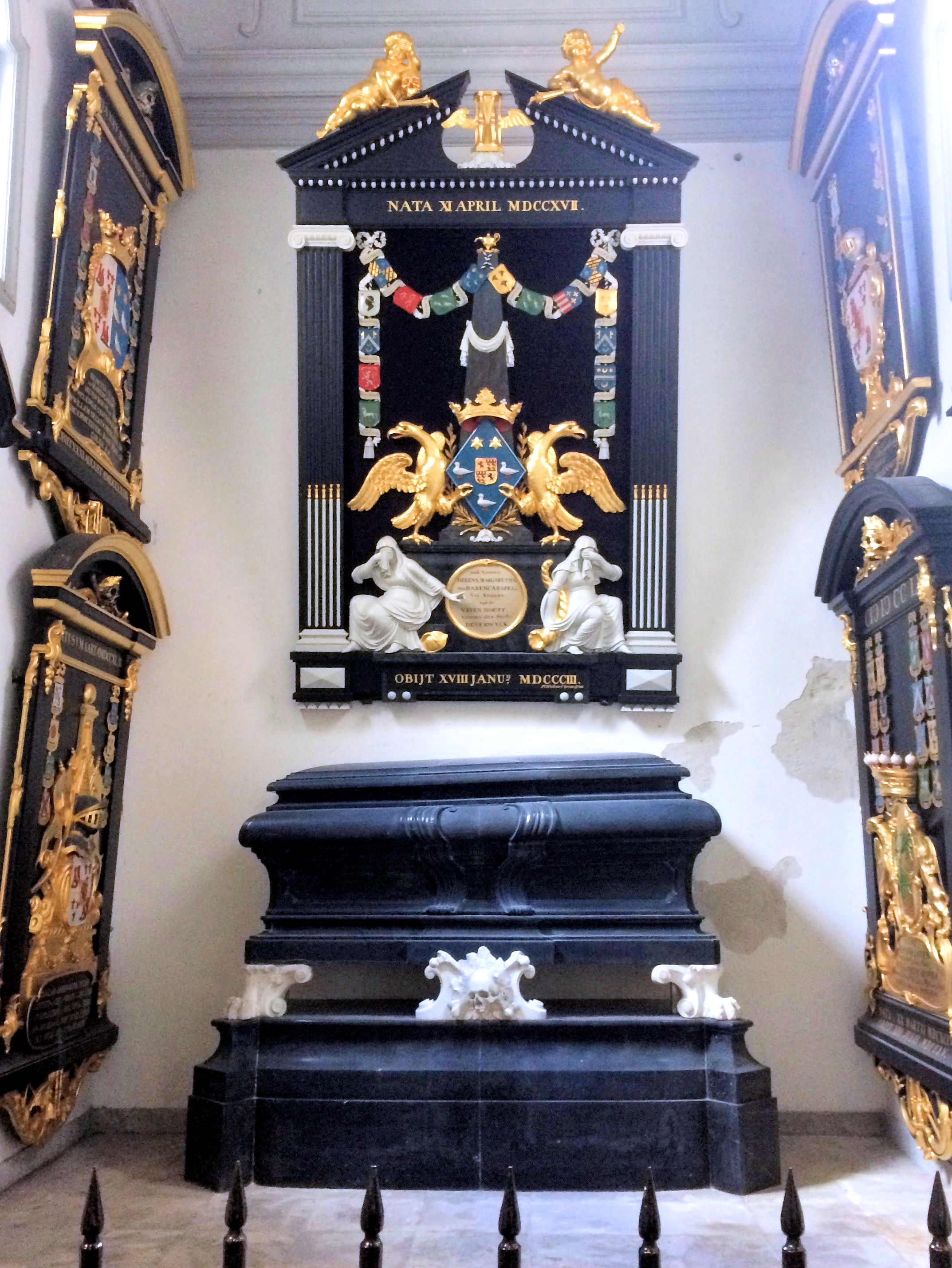
Grafkapel van de familie Van Harencarspel

De kerk heeft drie grote grafkapellen:
- de grafkapel van de familie Van Harencarspel, die een tijd de heren van de stede Beverwijk en Wijk aan Zee en Duin zijn geweest.
- de grafkapel van de familie Corver
- de grafkapel van de familie Hogguer